# Giorgio Alverà
Giorgio Alverà (* 7. August 1943 in Belluno; † 14. Januar 2013 in Mailand) war ein italienischer Bobpilot. Sein größter Erfolg war der Gewinn des Weltmeistertitels bei der Bob-Weltmeisterschaft 1975 in Cervinia im Zweierbob (gemeinsam mit Franco Perruquet). Er war dreifacher italienischer Meister im Zweierbob und zweifacher italienischer Meister im Viererbob. Als Olympiateilnehmer 1976 belegte er in Innsbruck den 8. Platz im Zweierbob.
Seine letzte Ruhestätte fand Alverà in Cortina d’Ampezzo.